# Plebiscito de reforma jubilatoria en Uruguay en 2024
El plebiscito de reforma jubilatoria de 2024 fue una consulta popular que se realizó el domingo 27 de octubre de 2024, en simultáneo con las elecciones generales y el plebiscito sobre los allanamientos nocturnos. Su objetivo era reformar la constitución para modificar el sistema de seguridad social en Uruguay. Los votos a favor del Sí no pudieron superar el 50% más uno requerido, logrando un 40,6% de los votos emitidos, por lo cual no fue aprobado.
La iniciativa, impulsada y propuesta por la central sindical PIT-CNT, pretendía sustituir el artículo 67 de la Constitución de la República por una nueva versión, y el texto sugerido comenzaba definiendo a la seguridad social como "un Derecho Humano Fundamental, no susceptible de lucro".
Los tres puntos centrales de la reforma buscaban eliminar las Administradoras de Fondos de Ahorro Previsional (AFAP) y a su vez prohibir toda forma de ahorro individual con fin jubilatorio lucrativo, fijar la edad de retiro a partir de los 60 años, y determinar que ninguna jubilación ni pensión pudiera ser menor al valor del Salario Mínimo Nacional.

## Desarrollo de la campaña

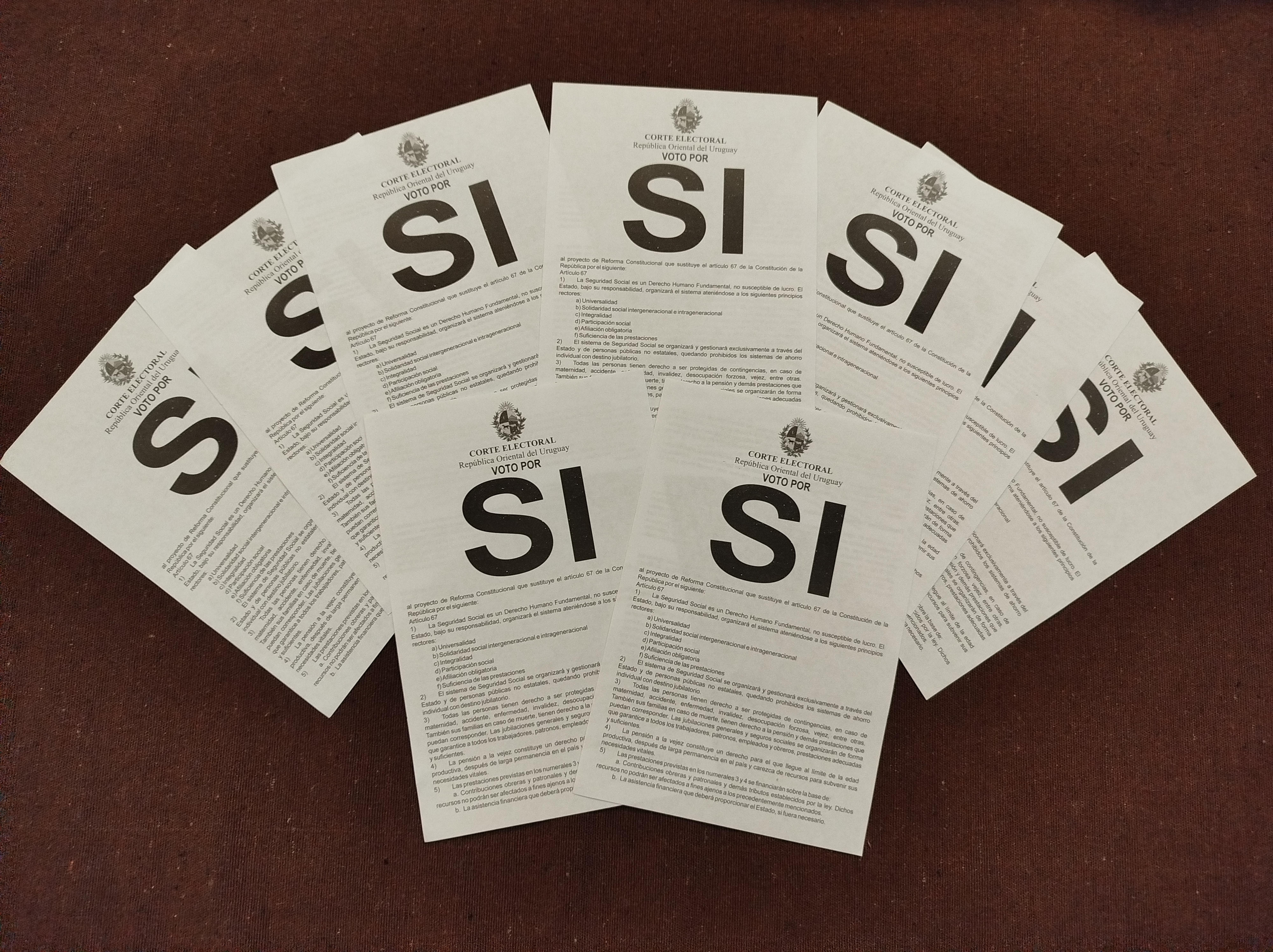
Papeleta del SI del plebiscito de la Reforma de la Seguridad Social

El sábado 27 de abril de 2024 se presentó a la Corte Electoral un total de 430.023 firmas para habilitar el plebiscito a la seguridad social. La iniciativa fue impulsada por la central sindical PIT-CNT y apoyada por algunos partidos integrantes del Frente Amplio como el Partido Comunista, el Partido Socialista y el PVP. Fue aprobada a comienzos de agosto de 2023 por la central sindical y a fines de septiembre de ese año la Corte Electoral aprobó la papeleta para la recolección de firmas.

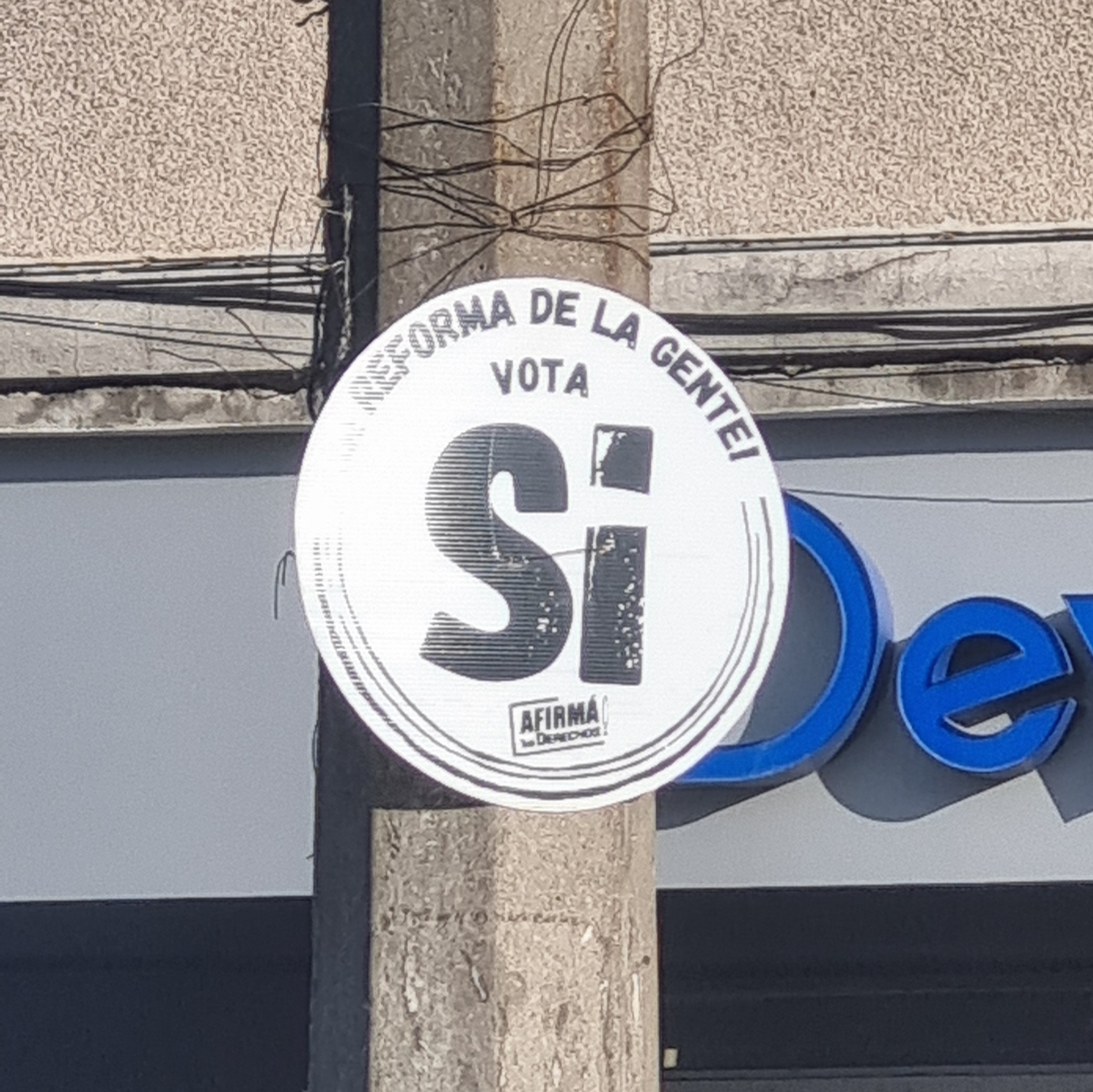
Cartel a favor del voto "Sí" al plebiscito.

La iniciativa pretendía sustituir el artículo 67 de la Constitución de la República por una nueva versión. Los tres puntos centrales de la reforma buscaban eliminar las Administradoras de Fondos de Ahorro Previsional (AFAP) así como toda forma de ahorro individual con fin jubilatorio, fijar la edad de retiro en 60 años y determinar que la jubilación mínima tuviera un monto equivalente al Salario Mínimo Nacional.

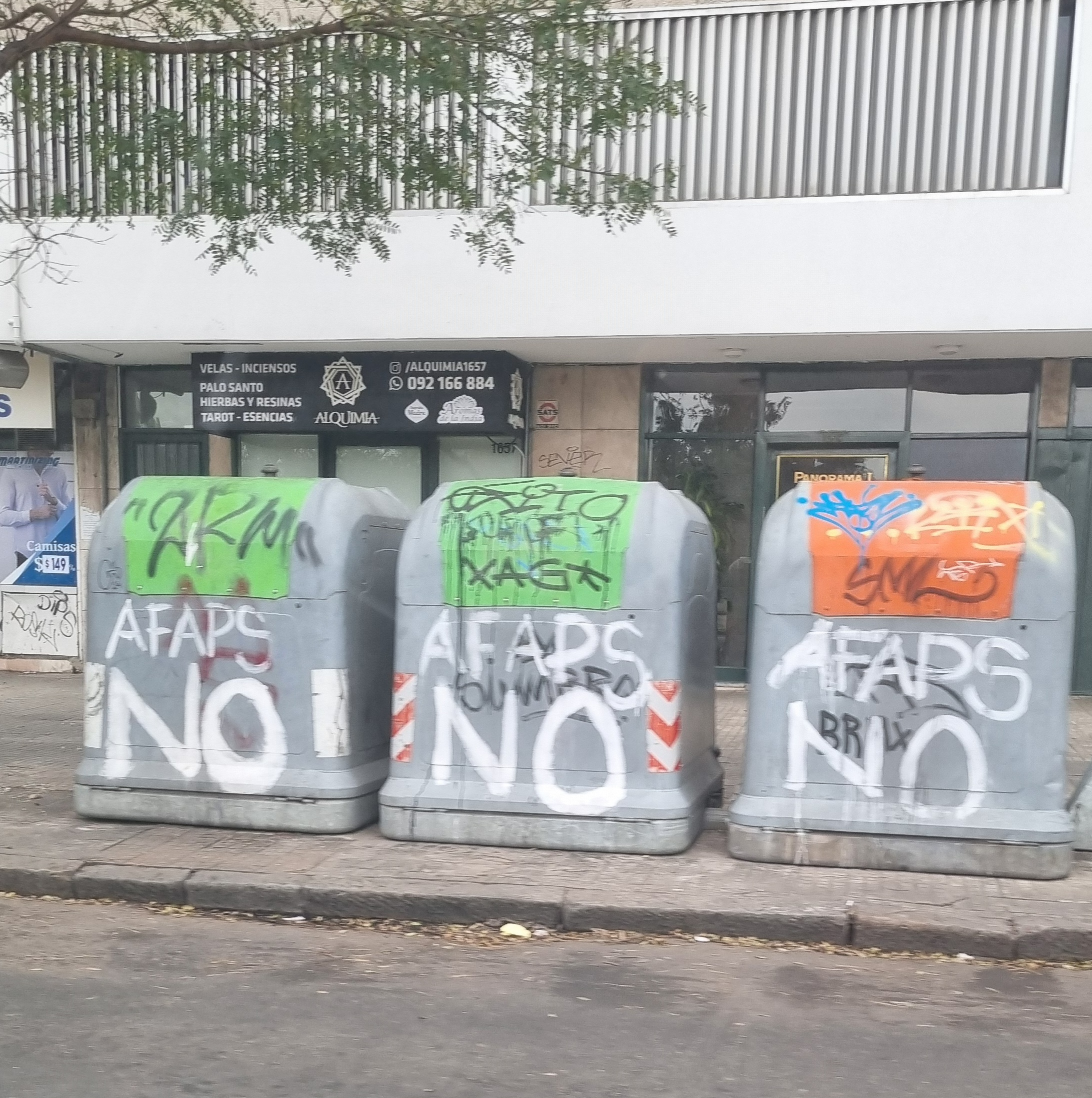
Contenedores vandalizados con señalización del Sí.

El día miércoles 3 de julio la Corte Electoral verificó la cantidad de firmas necesarias (10% del padrón) para confirmar que se realizaría el plebiscito, a realizar en octubre de 2024. Al día siguiente, los cuatro candidatos de la Coalición de gobierno (Álvaro Delgado por el Partido Nacional, Andrés Ojeda por el Partido Colorado, Guido Manini Ríos por Cabildo Abierto y Pablo Mieres por el Partido Independiente) firmaron un documento interpartidario en contra del plebiscito propuesto; el candidato del Frente Amplio, Yamandú Orsi, rechazó su adhesión.

El lunes 15 de julio la Corte Electoral anunció que el color de la papeleta del "Sí" sería el blanco.

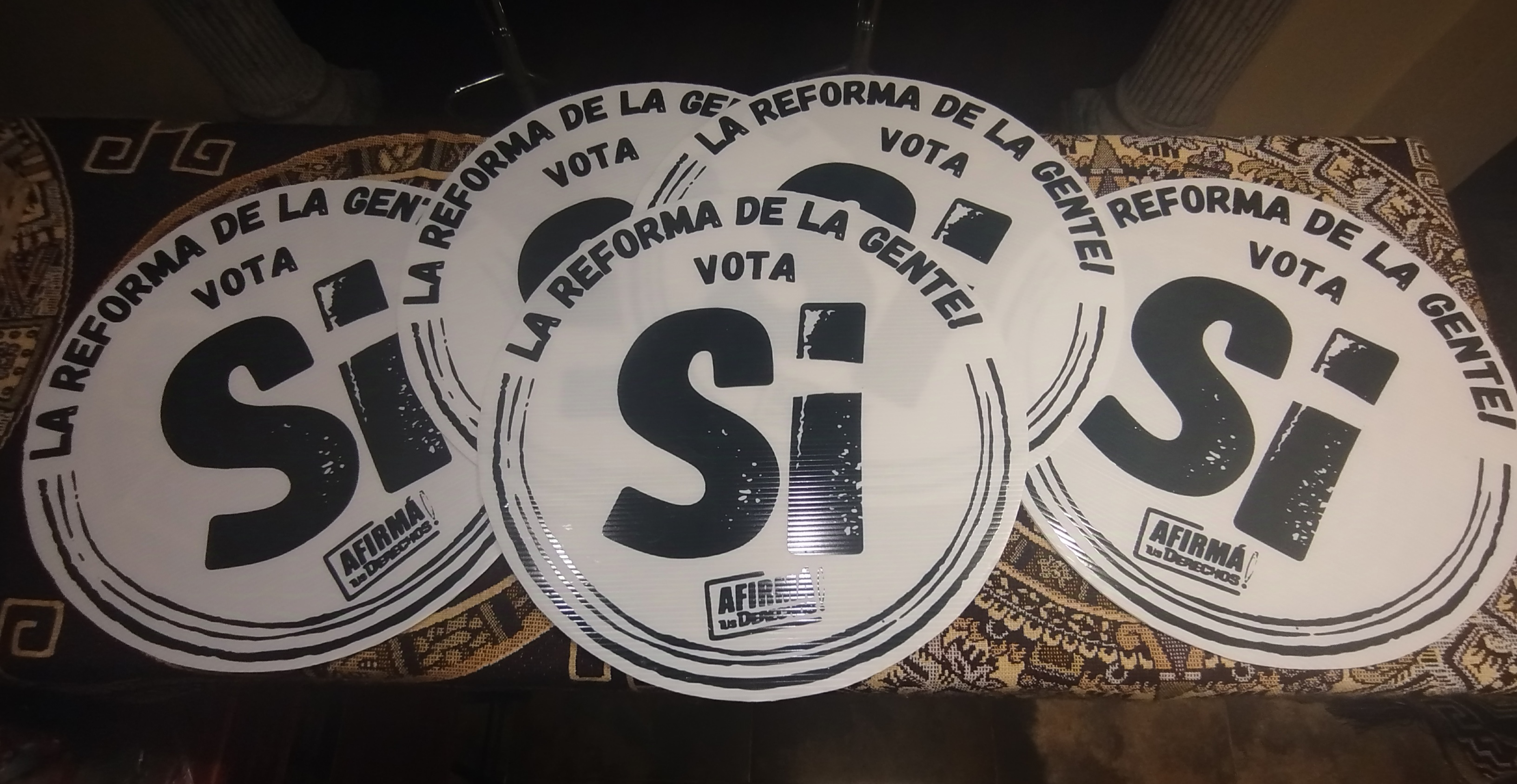
Cartelería del Sí.

El jueves 29 de agosto un grupo de 111 economistas y profesionales de carreras similares pertenecientes al Frente Amplio lanzaron un portal llamado "Frenteamplistas por el No" (entre ellos Mario Bergara, Gabriel Oddone, Álvaro García, Fernando Lorenzo, Jorge Polgar, entre otros); con un documento que manifestaba su desacuerdo con el plebiscito de reforma previsional propuesto por el PIT-CNT.

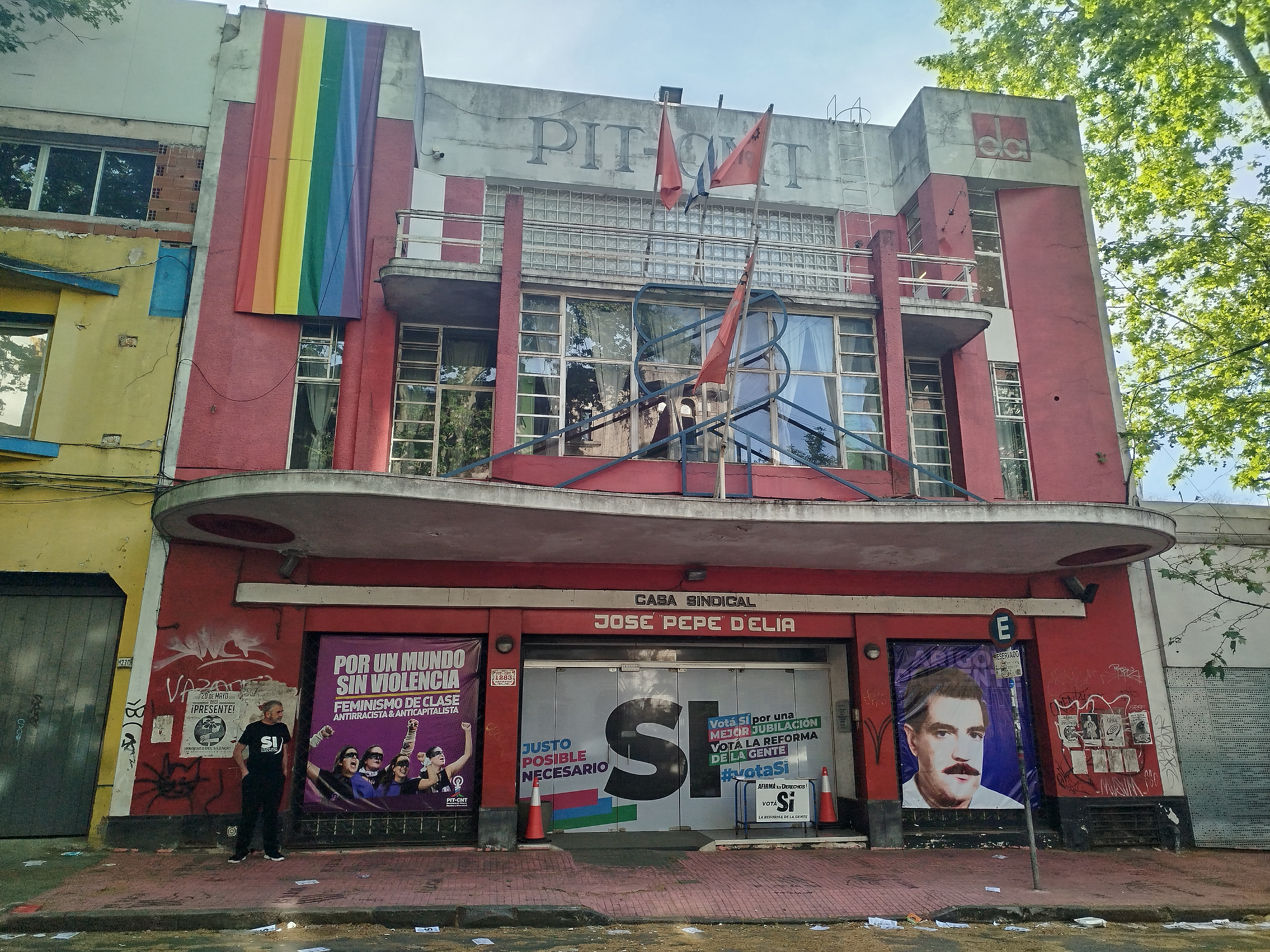
Central del PIT-CNT.

El martes 1 de octubre el presidente uruguayo Luis Lacalle Pou encabezó una conferencia de prensa en la Torre Ejecutiva, acompañado por los ministros de Economía y Finanzas, Azucena Arbeleche; de Trabajo y Seguridad Social, Mario Arizti, y el asesor coordinador del proceso de redacción de la ley de reforma previsional, Rodolfo Saldain. Allí, el presidente llamó a no votar plebiscito porque compromete jubilaciones de jóvenes y atenta contra confianza en Uruguay. Al día siguiente, el miércoles 2 de octubre, el presidente del PIT-CNT, Marcelo Abdala, encabezó una conferencia de prensa en respuesta al discurso del presidente de la República sobre el plebiscito de reforma del sistema previsional. Allí el PIT-CNT calificó discurso de Lacalle Pou de "falaz, manipulador, errático y amenazante". Además, Abdala afirmó que se le solicitaría al Poder Ejecutivo el recurso de cadena nacional con el objetivo de presentar argumentos a favor del "sí" en la reforma de la seguridad social, lo que la presidencia de la República aceptó. El candidato colorado Andrés Ojeda reclamó que, al concederle la cadena nacional al PIT-CNT para argumentar a favor del plebiscito de seguridad social, se debería también conceder cadena nacional para argumentar a favor del plebiscito de los allanamientos nocturnos.El lunes 14 de octubre se llevó a cabo el uso de la cadena nacional por parte del PIT-CNT para argumentar a favor del plebiscito. Allí, a partir de las 18 horas, se reprodujo un video con una duración de poco más de ocho minutos que llamaba a votar a favor de la reforma con la papeleta del Sí.
En el correr de la campaña los expresidentes de la República Julio María Sanguinetti, Luis Alberto Lacalle y José Mujica se manifestaron en contra.
El miércoles 16 de octubre, Fernando Pereira afirmó que no votaría por el plebiscito del PIT-CNT. El presidente del Frente Amplio, anteriormente presidente del PIT-CNT, opinó que la iniciativa no logró un «consenso político y social» que le dé sostenibilidad a «largo plazo».

## Encuestas
|                               |                                      |        |       |       |             |  |  |  |  |  |  |  |
| Elecciones generales          | 27 de octubre de 2024                | 38,76% | —     | —     | No aprobado |  |  |  |  |  |  |  |
|                               |                                      |        |       |       |             |  |  |  |  |  |  |  |
| Opcion Consultores            | 17–23 de octubre de 2024             | 48%    | 38%   | 14%   | No aprobado |  |  |  |  |  |  |  |
| Factum                        | 16–22 de octubre de 2024             | 47%    | 45%   | 8%    | No aprobado |  |  |  |  |  |  |  |
| Equipos Consultores           | 8–22 de octubre de 2024              | 34%    | 45%   | 21%   | No aprobado |  |  |  |  |  |  |  |
| Usina de Percepción Ciudadana | 18–22 de octubre de 2024             | 35%    | 44%   | 21%   | No aprobado |  |  |  |  |  |  |  |
| Data 360                      | 19–21 de octubre de 2024             | 48,4%  | 51,6% | 51,6% | No aprobado |  |  |  |  |  |  |  |
| Cifra                         | 11–20 de octubre de 2024             | 41%    | 42%   | 17%   | No aprobado |  |  |  |  |  |  |  |
| Factum                        | 28 de setiembre–6 de octubre de 2024 | 47%    | 43%   | 10%   | No aprobado |  |  |  |  |  |  |  |
| Opción Consultores            | 23 de setiembre–2 de octubre de 2024 | 37%    | 44%   | 19%   | No aprobado |  |  |  |  |  |  |  |
| Equipos Consultores           | 11–23 de setiembre de 2024           | 31%    | 39%   | 30%   | No aprobado |  |  |  |  |  |  |  |
| Cifra                         | 13–26 de setiembre de 2024           | 42%    | 35%   | 23%   | No aprobado |  |  |  |  |  |  |  |
| Factum                        | 31 de agosto–9 de setiembre de 2024  | 51%    | 42%   | 7%    | Aprobado    |  |  |  |  |  |  |  |
| Equipos Consultores           | 14 de agosto–1 de setiembre de 2024  | 33%    | 37%   | 30%   | No aprobado |  |  |  |  |  |  |  |
| Cifra                         | 16–27 de agosto de 2024              | 43%    | 32%   | 35%   | No aprobado |  |  |  |  |  |  |  |
| Opción Consultores            | 15–27 de agosto de 2024              | 41%    | 39%   | 20%   | No aprobado |  |  |  |  |  |  |  |
| Factum                        | 27 de julio–8 de agosto de 2024      | 53%    | 35%   | 13%   | Aprobado    |  |  |  |  |  |  |  |
| Nómade Consultora             | 29 de julio–4 de agosto de 2024      | 44,9%  | 31,6% | 23,5% | No aprobado |  |  |  |  |  |  |  |
| Equipos Consultores           | 17–30 de julio de 2024               | 36%    | 33%   | 31%   | No aprobado |  |  |  |  |  |  |  |
| Usina de Percepción Ciudadana | 19–22 de julio de 2024               | 29%    | 33%   | 38%   | No aprobado |  |  |  |  |  |  |  |
| Opción Consultores            | 15–25 de julio de 2024               | 41%    | 38%   | 21%   | No aprobado |  |  |  |  |  |  |  |